# Mangan(II) hydroxide
Mangan(II) hydroxide là một hợp chất vô cơ có công thức hóa học Mn(OH)2. Nó là một chất rắn màu trắng mặc dù các mẫu sẽ sẫm màu nhanh chóng khi tiếp xúc với không khí do quá trình oxy hóa. Nó thực tế không tan trong nước.

## Điều chế và phản ứng
Mangan(II) hydroxide kết tủa ở dạng rắn khi cho dung dịch hydroxide kim loại kiềm vào dung dịch nước của muối Mn2+.
Mn2+ + 2NaOH → Mn(OH)2↓ + 2Na+
Mangan(II) hydroxide dễ bị oxy hóa trong không khí, được chỉ ra bằng sự sẫm màu của mẫu.
Hợp chất có cấu trúc brucit, giống như một số dihydroxide kim loại khác.